# Microdosis psicodélicas
Las microdosis psicodélicas se refiere a la práctica de usar dosis de LSD u hongos psicoactivos, principalmente, por debajo del umbral mínimo para una experiencia enteogénica o psicodélica. Las personas que utilizan microdosis psicodélicas refieren que las usan como forma de terapia, para aumentar la creatividad y el rendimiento intelectual, y de manera recreativa.
Dado lo reciente de la práctica y los estudios, no se han podido comprobar científicamente las afirmaciones acerca de los impactos positivos o negativos de esta práctica a corto, mediano y largo plazo. El hecho de que tanto el LSD como la psilocibina sean sustancias controladas dentro de la Lista 1 de la Convención sobre sustancias psicotrópicas de las Naciones Unidas de 1971 resulta, por un lado, en el retraso de las investigaciones en varios países y, por otro lado, en la criminalización de los usuarios.
Se ha criticado el uso de microdosis psicodélicas desde la comunidad que utiliza e investiga psicodélicos al convertir un «sacramento de la contracultura» en una forma más de evadir la realidad y otra mercancía más en la sociedad de consumo. También se ha sugerido que el uso continuo podría generar adicción psicológica e incrementar el riesgo de generar una enfermedad válvular en los usuarios. Luego, en el caso de microdosis psicodélicas de plantas como la ayahuasca, se ha argumentado que su uso puede ser una forma de apropiación y extractivismo de sus saberes, junto al no reconocimiento de los derechos de propiedad intelectual de estos saberes.

## Definición
Una microdosis psicodélica se define como el uso de una cantidad de una sustancia psicodélica —de origen vegetal, fúngico o sintético— por debajo del umbral mínimo (en inglés, threshold level). El umbral mínimo (o dosis efecto) de una sustancia se relaciona con la cantidad mínima de la sustancia en la que sus efectos son apenas perceptibles.
Se han establecido las siguientes categorías de dosificación para psicodélicos cuando se usan en investigación: dosis muy baja, dosis baja, dosis media y dosis alta.
Una microdosis se ha definido como aproximadamente una décima (1/10) a una veintésima (1/20) parte de una dosis recreativa, que varía dentro y entre las sustancias. Por lo tanto, una microdosis puede verse como algo por debajo de una dosis muy baja.

## Técnicas

### Plantas, hongos y sustancias químicas utilizadas
Por lo general, se utilizan microdosis de dietilamida de ácido lisérgico (LSD) y hongos psilocibios. Se ha reportado también el uso de plantas como divina pastora (Salvia divinorum), ruda siria (Peganum harmala), cactus de San Pedro (Echinopsis pachanoi) y marihuana (Cannabis sativa, Cannabis indica), además de hongos como el matamoscas (Amanita muscaria) y sustancias enteógenas como la dimetiltriptamina (DMT), la 4-AcO-DMT, la 4-HO-MiPT, la 2C-D, la methallylescaline, la dimetoxianfetamina (DOM) y el MDMA.

### Microdosificación de hongos psilocibios

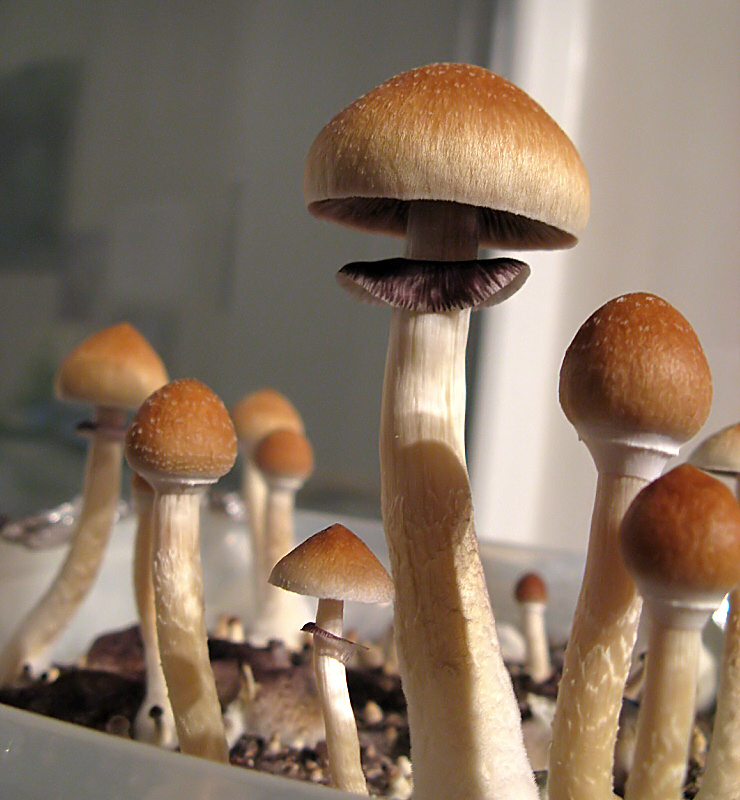
Psilocybe cubensis: el píleo o sombrero concentra por lo general mayor cantidad de psilocibina que el estipe.

Cuando se utilizan hongos psilocibios la vía de administración es en forma oral. Se utilizan hongos secos y pulverizados. La cantidad de hongos dependerá de la especie que se utiliza: la psilocibina contenida en Psilocybe azurescens puede llegar a ser tres veces mayor que la contenida en Psilocybe cubensis o Psilocybe germanica. Otros factores a tomar en cuenta son:
- las partes utilizadas del hongo: el píleo o sombrero concentra por lo general mayor cantidad de psilocibina que el estipe.
- no todos los ejemplares de hongos de una misma especie tienen el mismo porcentaje de psilocibina.[nota 1]
- el set and setting y el peso de la persona usuaria.[25][nota 2]

Cuando se utilizan hongos de la especie Psilocybe cubensis, de acuerdo a James Fadiman, la microdosis va de 0.10 g a 0.25 g de hongos secos. De acuerdo a varios autores, para esta especie, la dosis umbral empieza en 0.25 g de hongos secos (aproximadamente 2 mg de psilocibina).

### Microdosificación de LSD
Las microdosis de LSD se administran de forma oral, y su cantidad se mide en miligramos (mg) o microgramos (µg). La dosis umbral de LSD va de 10 a 20 µg. Se considera que la microdosis de LSD o 1P-LSD es de 12 µg o menos, siendo esta 1/10 de la dosis normal para un viaje. Una técnica común para medir las pequeñas dosis es la dosificación volumétrica líquida.
En comparación, en 1943 la primera administración de LSD fue con 250 µg —de Albert Hofmann el día de la Bicicleta— y en 2016 los investigadores liderados por Robin Carhart-Harris del Imperial College London administraron dosis de 75 µg en sus investigaciones sobre el efecto del LSD en el cerebro utilizando técnicas como la imagen resonancia magnética funcional (fMRI por sus siglas en inglés) y magnetoencefalografía.

## Antecedentes
Se ha mencionado que a partir de la publicación del libro The psychedelic explorer’s guide (2011, 'Guía del explorador psicodélico') del escritor James Fadiman, las microdosis psicodélicas han ganado en popularidad y visibilidad. El fraile cronista de indias Bernardino de Sahagún relató en el siglo XVI el uso de dosis menores de hongos con fines medicinales en México:

Hay unos honguillos en esta tierra que se llaman teonanácatl, se crían debajo de heno en los campos y páramos; son redondos y tienen el pie altillo y delgado y redondo. Comidos son de mal sabor, dañan la garganta y emborrachan. Son medicinales contra la calentura y la gota; hanse de comer dos o tres, no más; los que lo comen ven visiones y sienten bascas en el corazón; a los que comen muchos de ellos provocan a lujuria.
Bernardino de Sahagún
Historia general de las cosas de Nueva España (publ. 1830)
 Tomo III, Libro XI, Capítulo VII: 230.

## Estudios
Los estudios científicos respecto a las microdosis psicodélicas son recientes: del 2017 en adelante. No obstante, los estudios relacionados al uso de dosis bajas, medias y mayores de LSD y hongos psicoactivos tienen más de cincuenta años.

### Estudios con dosis bajas o muy bajas
En 1974 el químico Alexander T. Shulgin experimentó con diferentes dosis de DMT estableciendo la microdosis de dimetiltriptamina en 6 mg. En la década de 2010 se han intensificado los estudios vinculándose al tratamiento de la adicción al tabaco y al alcohol, la depresión y la ansiedad ante la muerte.
Un estudio en la Escuela de Medicina de la Universidad Johns Hopkins de EE. UU. publicado de 2017 comparó el efecto de dosis muy bajas (1 mg por 70 kg) y dosis altas (20 a 30 mg por 70 kg) de psilocibina en 75 personas a lo largo de 6 meses en combinación con prácticas de meditación demostró efectos significativos en la incorporación de valores espirituales en la vida incluyendo: cercanía interpersonal, gratitud, propósito de la vida, perdón, trascendencia de la muerte, experiencias espirituales diarias, fe religiosa y habilidades para sobrellevar problemas. Los análisis sugirieron que los determinantes de estos efectos fueron la intensidad de la experiencia mística ocasionada por la psilocibina (a mayor dosis de psilocibina, mayores los cambios) y el nivel de compromiso de las personas en las actividades de meditación y las prácticas espirituales.

### Estudios con microdosis
Un estudio en Europa publicado en diciembre de 2018 que utilizó el esclerocio de hongos del género Psilocybes —cuyo principio activo principal es la psilocibina— con 38 voluntarios «demostró cuantitativamente que las microdosis psicodélicas podrían mejorar el rendimiento creativo, posiblemente mediante la inducción de un estado de pensamiento sin restricciones que permite una mayor generación de ideas novedosas». No se utilizó un grupo de control.
En un artículo académico publicado el 14 de julio de 2019 en Journal of Psychopharmacology escrito por investigadores del Imperial College London (Kuypers et al., 2019) se menciona que a la fecha falta evidencia científica para respaldar o incluso explorar por completo las afirmaciones de los beneficios y la seguridad de las microdosis psicodélicas.

## Contraindicaciones, riesgos y precauciones
Los efectos de la microdosis de LSD en los procesos cognitivos, neuroquímicos y neurofisiológicos son en gran medida desconocidos.
Dada la diferencia en las sensibilidades de cada persona respecto al uso de psicodélicos y al uso no informado de las microdosis, existe el riesgo de la sobredosificación. Una microdosis para una persona puede ser una minidosis o dosis baja para otra. Tales minidosis no son en sí mismas demasiado problemáticas para los usuarios experimentados, pero pueden tener serias consecuencias negativas para los usuarios que combinan las microdosis con el trabajo, el conducir un automóvil u otras actividades no compatibles con la intoxicación por drogas. Además, en el caso del LSD —que se comercializa en el mercado negro— al ser ilegal no se sabe con exactitud que cantidad uno está comprando y que cantidad se está autoadministrando. En estos casos, la probabilidad de tomar una microdosis puede ser menor a la de tomar una minidosis.
Asimismo, si bien una parte de las personas que han utilizado microdosis psicodélicas han reportado efectos positivos, un estudio a partir de encuestas con 278 personas publicado en julio de 2019 mostró que una parte significativa de los usuarios de microdosis (por lo menos el 18%) han reportado síntomas negativos: principalmente ansiedad, malestar físico y concentración disminuida.
Se ha indicado que el uso crónico de las microdosis psicodélicas —al activar continuamente el receptor de serotonina 2B (5-HT2B)— puede aumentar el riesgo potencial de una valvulopatía (siglas en inglés VHD, por Vascular Heart Disease). Otros fármacos que activan el receptor 5-HT2B como la Fen-Phen (una combinación de fenfluramina y fentermina), la pergolida y la dexfenfluramina fueron retirados del mercado en Estados Unidos al engrosar las válvulas cardíacas de los usuarios.
Finalmente, se ha sugerido también que el uso continuo de microdosis psicodélicas puede generar adicción psicológica a las mismas.

## Críticas
El investigador Robert Forte hizo una crítica en julio de 2019 a las microdosis ya que estas reformularían «los psicodélicos para servir los valores principales de los consumidores. La microdosificación aplana los psicodélicos, los desarma. Convierte a los psicodélicos, agentes de la revolución, en Prozac». También se ha argumentado que son una forma de «escapismo» para evadir responsabilidades y no confrontar los problemas de la realidad personal y social.
Luego, en el caso de microdosis psicodélicas de plantas como la ayahuasca, se ha argumentado que su uso puede ser una forma de apropiación y extractivismo de sus saberes, junto al no reconocimiento de los derechos de propiedad intelectual de estos saberes. En palabras de la estudiosa Nina Izel en un artículo publicado en Psychedelic Support, en referencia al uso de píldoras de ayahuasca, existe apropiación cultural al vender productos de este tipo:

y obtener beneficios sin ninguna consideración por las tradiciones milenarias de la ayahuasca, sin el permiso ni la participación de ningún guardián indígena de la medicina, y sin la participación de ningún terapeuta occidental que trabaje con esta medicina en un contexto terapéutico.
«Ayahuasca in a Pill and Cultural Appropriation» por Nina Izel, marzo de 2023

## Aspectos legales
En la mayoría de países del mundo, sustancias con efectos visionarios o psicodélicos como el LSD y la psilocibina están prohibidas por lo que las personas que las utilizan ya sea en dosis activas o microdosis caen en la ilegalidad. El LSD, la psilocibina y otras sustancias psicodélicas utilizadas en las microdosis se encuentran dentro de la Lista 1 de la Convención sobre sustancias psicotrópicas controladas de las Naciones Unidas de 1971.